# Simon King
Simon King (né le 27 décembre 1962  à Nairobi, Kenya) est un réalisateur et cadreur de télévision britannique, spécialisé dans les documentaires animaliers.

## Biographie
Travaillant pour la BBC, Simon King collabore dans de nombreux documentaires sur la faune sauvage, notamment en Afrique, et de nombreuses séries comme Une réserve pour les félins où il co-anime avec Jonathan Scott et Saba Douglas-Hamilton. Il a aussi fait des images pour les séries Afrique extrême, Planète Terre et pour le film documentaire Un jour sur Terre.